# Luční Chvojno
Luční Chvojno (bis 1948 Německé Chvojno; deutsch Deutschkahn, Deutsch-Kahn oder Deutsch Kahn) ist ein Ortsteil der Gemeinde Velké Chvojno (Böhmisch Kahn) in Tschechien. Er liegt ca. sieben Kilometer nordöstlich des Stadtzentrums von Ústí nad Labem (Aussig), ca. 1,5 Kilometer südöstlich von Velké Chvojno (Böhmisch Kahn) und gehört zum Okres Ústí nad Labem.

## Geographie

### Lage
Luční Chvojno befindet sich im Norden des linkselbischen Teils des Böhmischen Mittelgebirges auf der sogenannten Deutsch-Kahner Hochfläche. Nachbarorte bzw. -ortsteile sind Velké Chvojno (Böhmisch Kahn) im Nordwesten, Čermná (Leukersdorf) im Nordosten, Mnichov (München) im Osten, Žďár (Saara) im Westen und Arnultovice (Arnsdorf) im Südwesten.

### Nachbarorte
| Velké Chvojno (Böhmisch Kahn) |                                             | Čermná (Leukersdorf) |
| Žďár (Saara)                  | Kompassrose, die auf Nachbargemeinden zeigt | Mnichov (München)    |
| Arnultovice (Arnsdorf)        |                                             |                      |

## Geschichte
Im Jahr 1169 erhielt der Johanniterorden von König Vladislavs II. umfangreiche Schenkungen von Waldgebieten u. a. in der Region von Böhmen. Nach der Schenkung wurde das Gebiet durch deutschsprachige Siedler kolonisiert und in Ackerland umgewandelt. Die Neugründung erfolgte wie auch bei anderen Orten in der Region durch eine Kolonisation durch deutsche Bauern aus Thüringen, Franken oder Niedersachsen. Das Dorf wurde als Waldhufendorf in einer Talmulde an einer Quelle angelegt, die noch heute den Ortsteich speist.
Der frühere Ortsteil "Am Steinberge" südlich des eigentlichen Dorfes ist wahrscheinlich der Überrest einer Siedlung, die bereits vor der Gründung des Dorfes existierte. Es wird vermutet, dass diese Siedlung möglicherweise einen Meierhof zu einem "alten Schloss" bildete. Die Existenz dieses "alten Schlosses" wird durch einen Flurnamen "am alten Schlosse" nahe der Straße zum Ort Böhmisch Kahn angedeutet. Ein Weg, der vom Standort des vermuteten "alten Schlosses" zum Steinberg führt, war als "Die alte Gasse" bekannt.
Am 15. Oktober 1387 wurde das Dorf durch die damaligen Besitzer Johann von Wartenberg und weiteren seiner Verwandten an die Stadt Tetschen verkauft. Deutsch Kahn gehörte bis zur Revolution von 1848/1849 im Kaisertum Österreich der Stadt Tetschen.
Im Jahr 1654 bestand das Dorf aus 32 Häusern, darunter 17 Bauernhöfe, ein Kleinbauernhof und 14 Häuslerwohnungen. 
Das Gebäude mit der Nummer 29 fungierte als Erbgericht. Ein Freibrief aus dem Jahr 1486 bezeugt, dass das Dorf über ein "freies Gericht" verfügte, was auf eine bestimmte Selbstverwaltung in rechtlichen Angelegenheiten hindeutet. Die damit verbundenen Freiheiten umfassten unter anderem das Recht zur Bierherstellung und -verkauf, Schlachtung, Backen, Salzhandel und Jagd. Als Gegenleistung für diese Privilegien war das Dorf verpflichtet, jährlich einen Hasen und drei Hühner an die Stadt Tetschen zu liefern. Eine Gerichtsordnung aus dem Jahr 1616 legte die spezifischen Regeln und Verfahren für das Gericht des Dorfes fest. Sie definierte die Pflichten und Verantwortlichkeiten des Dorfrichters, einschließlich der Durchführung von Gerichtstagen, der Verhängung von Strafen für Vergehen und der Berichterstattung über Vorfälle an den Stadtrat von Tetschen. Darüber hinaus wurde festgelegt, dass der Richter bei Nichterfüllung seiner Pflichten bestraft werden könnte.
Im Jahr 1767 wurde eine Kapelle im Barockstil erbaut, welche 1978 einstürzte.
Nach dem Ende des Ersten Weltkriegs und der Auflösung von Österreich-Ungarn im Jahr 1918 wurde der Ort Teil der neu gegründeten Tschechoslowakei. Im Zuge des Münchner Abkommens von 1938 wurde das Dorf dem Deutschen Reich zugeschlagen und gehörte bis 1945 zum Landkreis Aussig. Nach dem Zweiten Weltkrieg wurde der Ort wieder Teil der Tschechoslowakei und die deutschböhmische Bevölkerung wurde vertrieben. 

### Ehemalige Baudenkmale
- Kapelle auf Weg von Luční Chvojno nach Arnultovice (Arnsdorf), der frühbarocke Bau aus dem 18. Jahrhundert fiel 1978 zusammen
- Pestsäule neben der Kapelle bei Luční Chvojno, sie wurde in den 1970er Jahren bei landwirtschaftlichen Arbeiten beseitigt